# Monarcha
Genre
Synonymes
- Monacha Swainson, 1837[2]
- Symposiachrus Bonaparte, 1854[2]
- Monarches Hartlaub & Finsch, 1871[2]
- Symposiarchus Sundevall, 1872[2]
- Carterornis Mathews, 1912[2]

Monarcha est un genre de passereaux de la famille des Monarchidae. Il regroupe neuf espèces de monarques.

## Répartition
Ce genre se trouve à l'état naturel en Océanie,,,,,, et en Indonésie,,.

## Liste alphabétique des espèces
Selon la classification de référence du Congrès ornithologique international (version 8.2, 2018) :
- Monarcha castaneiventris Verreaux, J, 1858 — Monarque à ventre marron
  - Monarcha castaneiventris castaneiventris Verreaux, J, 1858
  - Monarcha castaneiventris megarhynchus Rothschild & Hartert, 1908
  - Monarcha castaneiventris obscurior Mayr, 1935
  - Monarcha castaneiventris ugiensis (Ramsay, EP, 1882)
- Monarcha cinerascens (Temminck, 1827) — Monarque à tête grise, Monarque des îles, Monarque gris
  - Monarcha cinerascens cinerascens (Temminck, 1827)
  - Monarcha cinerascens commutatus Brüggemann, 1876
  - Monarcha cinerascens fulviventris Hartlaub, 1868
  - Monarcha cinerascens fuscescens Meyer, AB, 1884
  - Monarcha cinerascens geelvinkianus Meyer, AB, 1884
  - Monarcha cinerascens impediens Hartert, 1926
  - Monarcha cinerascens inornatus (Lesson, R & Garnot, 1828)
  - Monarcha cinerascens nigrirostris Neumann, 1929
  - Monarcha cinerascens perpallidus Neumann, 1924
  - Monarcha cinerascens rosselianus Rothschild & Hartert, 1916
  - Monarcha cinerascens steini Stresemann & Paludan, 1932
- Monarcha erythrostictus (Sharpe, 1888) — Monarque de Bougainville
- Monarcha frater Sclater, PL, 1874 — Monarque à ailes noires
  - Monarcha frater canescens Salvadori, 1876
  - Monarcha frater frater Sclater, PL, 1874
  - Monarcha frater kunupi Hartert & Paludan, 1934
  - Monarcha frater periophthalmicus Sharpe, 1882
- Monarcha godeffroyi Hartlaub, 1868 — Monarque de Yap
- Monarcha melanopsis (Vieillot, 1818) — Monarque à face noire, Monarque masqué
- Monarcha richardsii (Ramsay, EP, 1881) — Monarque à capuchon blanc, Monarque de Richards
- Monarcha rubiensis (Meyer, AB, 1874) — Monarque roux
- Monarcha takatsukasae (Yamashina, 1931) — Monarque de Tinian